# مارك نيفيلدين
مارك نيفيلدين (بالإنجليزية: Mark Neveldine)‏ هو كاتب سيناريو ومنتج أفلام ومخرج وممثل أمريكي، ولد في 11 مايو 1973 بنيويورك في الولايات المتحدة.

## أعمال

### أفلام
- (2006) كرانك[5][6]
- (2009) جيمر[7][8]
- (2009)  فولت عالي[9]
- (2010) جونا هيكس
- (2012)  روح الإنتقام[10]
- (2014)  الفيلم

## وصلات خارجية
- مارك نيفيلدين على موقع IMDb (الإنجليزية)
- مارك نيفيلدين على موقع ألو سيني (الفرنسية)
- مارك نيفيلدين على موقع أول موفي (الإنجليزية)
- مارك نيفيلدين على موقع بوكس أوفيس موجو (الإنجليزية)
- مارك نيفيلدين على موقع قاعدة بيانات الأفلام السويدية (السويدية)
- مارك نيفيلدين على موقع قاعدة بيانات الفيلم (الإنجليزية)
- مارك نيفيلدين على موقع كينوبويسك (الروسية)